# Wojciech Brydziński
Wojciech Brydziński (né le 28 janvier 1877 à Stanisławów et mort le 4 mai 1966 à Varsovie) est un acteur polonais de théâtre et de cinéma.

## Filmographie partielle
- 1928 : Pan Tadeusz
- 1937 : Ułan Księcia Józefa
- 1937 : Le Rebouteux
- 1938 : Za winy niepopełnione